# ویلیام گرنویل
ویلیام گرنویل (انگلیسی: William Grenville, 1st Baron Grenville; ۲۵ اکتبر ۱۷۵۹ – ۱۲ ژانویهٔ ۱۸۳۴) سیاست‌مدار اهل پادشاهی بریتانیای کبیر بود.
وی از فوریه ۱۸۰۶ تا مارس ۱۸۰۷ نخست‌وزیر بریتانیا بوده است. گرنویل همچنین برندهٔ جوایزی همچون همکار انجمن سلطنتی شده‌است.